# Heterogramma micculalis
Heterogramma micculalis är en fjärilsart som beskrevs av Achille Guenée 1854. Heterogramma micculalis ingår i släktet Heterogramma och familjen nattflyn. Inga underarter finns listade i Catalogue of Life.